# او را ایستاده در آن‌جا دیدم
او را ایستاده در آن جا دیدم (به انگلیسی: I Saw Her Standing There) آهنگی است که توسط جان لنون و پل مک کارتنی نوشته شد، و آهنگ آغازین اولین آلبوم بیتلز، لطفاً مرا خشنود کن (آلبوم) است که در ۲۲ مارس ۱۹۶۳ توسط انتشارات موسیقی پارلوفون در بریتانیا منتشر شد. در دسامبر ۱۹۶۳ انتشارات آمریکایی کپیتول رکوردز این آهنگ را به عنوان ترانه پشت صفحه (به انگلیسی: B-Side) اولین تک‌آهنگ منتشره این انتشارات از گروه بیتلز، «می‌خواهم دستت را نگه دارم» منتشر کرد. در حالی که "می‌خواهم دستت را نگه دارم" برای هفت هفته در مقام اول بیلبورد قرار گرفت، "او را ایستاده در آن جا دیدم" به مدت یازده هفته در فهرست ۱۰۰ آهنگ داغ بیلبورد قرار گرفت و و تا رتبه چهاردهم این فهرست بالا آمد. در سال ۲۰۰۴ مجله رولینگ استون فهرستی از پانصد آهنگ برتر تمام دوران تهیه و منتشر کرد که "او را ایستاده در آن جا دیدم" در رتبه ۱۳۹ ام آن قرار گرفت.

## افراد
- جان لنون - همخوان، گیتار ریتم، دست زدن
- پل مک کارتنی - آواز، گیتار بیس، دست زدن
- جرج هریسون - گیتار لید، دست زدن
- رینگو استار - درامز، دست زدن

و ایان مک دونالد